# Matúš Vojtko
Matúš Vojtko (* 5. října 2000, Michalovce) je slovenský fotbalový obránce a bývalý mládežnický reprezentant, od července 2025 hráč polského klubu Lechia Gdańsk. Mimo Slovensko působil na klubové úrovni v Chorvatsku. Nastupuje na pozici levého obránce.

## Klubová kariéra

### MFK Zemplín Michalovce
Svoji fotbalovou kariéru začal v Zemplínu Michalovce, jehož je odchovanec. V průběhu sezony 2018/19 se propracoval do prvního mužstva. Ligový debut v dresu Zemplínu si odbyl ve druhém kole hraném 5. srpna 2018 v souboji se Slovanem Bratislava. Odehrál celé střetnutí, ale porážce v poměru 1:2 na domácím hřišti nezabránil. V době debutu mu bylo pouhých 17 let. Zajímavostí je, že svůj poslední soutěžní zápas za michalovský celek si připsal proti stejnému soupeři. Poprvé za "áčko" Michalovců se v lize prosadil rovněž na podzim 2018, konkrétně 1. 12., když proti ViOnu Zlaté Moravce – Vráble (výhra 3:0) otevřel v první minutě nastavení úvodního poločasu skóre utkání. Svůj druhý ligový gól za první družstvo zaznamenal v následujícím ročníku 2019/20 v šestém kole v souboji s iClinicem Sereď, v 17. minutě vyrovnával na konečných 1:1. Celkem za Zemplín nastoupil v lize k 69 střetnutím.

### ŠK Slovan Bratislava

#### Sezóna 2021/22
V srpnu 2021 posílil Slovan Bratislava, s tehdejším mistrem nejvyšší soutěže podepsal čtyřletou smlouvu, a rozšířil konkurenci na postu levého brance, kde Slovan při zranění Lucase Lovata díky němu zdvojil tento post. Svůj první ligový zápas si v dresu Slovanu Bratislava připsal proti ViOnu Zlaté Moravce – Vráble (výhra 4:1), nastoupil na celých devadesát minut. V sezoně 2021/22 pomohl svému zaměstnavateli již ke čtvrtému titulu v řadě, což Slovan dokázal jako první v historii slovenského fotbalu.

#### Sezóna 2023/24
Se Slovanem Bratislava se probojoval do skupinové fáze Evropské konferenční ligy UEFA 2023/2024, v předkolech Evropských pohárů však nastoupil jen k jednomu střetnutí. S bratislavským klubem byli zařazeni do základní skupiny A, kde číhali soupeři: Lille OSC (Francie) - (prohra 1:2 venku a remíza 1:1 doma), NK Olimpija Lublaň (Slovinsko) - (výhra 1:0 venku a prohra 1:2 doma) a KÍ Klaksvík (Faerské ostrovy) - (výhry doma i venku 2:1). Ve skupinové fázi stejně jako v jarním play-off nehrál. Poprvé v ročníku vstřelil branku 21. dubna 2024 ve 28. kole v derby se Spartakem Trnava, když v 83. minutě dával na konečných 2:1. V jarní části sezony 2023/2024 pomohl Slovanu Bratislava k šestému ligovému titulu v řadě a celkově jubilejnímu 30. v historii týmu.

#### Sezóna 2024/25
Se Slovanem se na podzim 2024 poprvé v historii mužstva dostal do hlavní části Ligy mistrů UEFA 2024/2025, v předkolech tohoto Evropského poháru však nastoupil jen ke třem zápasům. V ligové fázi tehdy hrající se novým formátem se se spoluhráči střetli s týmy Manchester City FC (Anglie) - (prohra 0:4 doma), FC Bayern Mnichov (Německo) - (prohra 1:3 venku), Atlético Madrid (Španělsko) - (prohra 1:3 venku), AC Milán (Itálie) - (prohra 2:3 doma), GNK Dinamo Záhřeb (Chorvatsko) - (prohra 1:4 doma), Celtic FC (Skotsko) - (prohra 1:5 venku), VfB Stuttgart (Německo) - (prohra 1:3 doma) a Girona FC (Španělsko) - (prohra 0:2 venku) a v konečné tabulce složené ze všech mužstev postoupivších do ligové fáze skončili na 35. místě a do vyřazovací fáze nepostoupili. Celkem v tomto ročníku pohárové Evropy odehrál Vojtko čtyři utkání, v nichž gól nedal. Na jaře 2025 vybojoval se Slovanem Bratislava po domácí výhře 4:3 nad celkem MŠK Žilina sedmý ligový titul v řadě. V červnu 2025 ve Slovanu po vypršení kontraktu skončil.

### HNK Gorica (hostování)
V létě 2022 odešel ze Slovanu kvůli většímu hernímu vytížení na rok hostovat do Chorvatska do klubu HNK Gorica. Debut v lize si zde odbyl v úvodním kole hraném 16. července 2022 v souboji s týmem NK Osijek (prohra 1:2), na hrácí plochu přišel v 80. minutě. Poprvé a zároveň naposledy během tohoto angažmá skóroval ve 32. kole proti Lokomotivě Zagreb, když v nastavení druhého poločasu srovnával na konečných 2:2. V jarní části sezony 2022/23 bojoval s Goricou o záchranu, která se zdařila. Po roce se vrátil z hostování zpět do Slovanu a zapojil se do letní přípravy mužstva na novou sezonu.

### Lechia Gdańsk
Před ročníkem 2025/2026 zamířil jako volný hráč (zadarmo) do polského celku Lechia Gdańsk, kde uzavřel kontrakt na tři roky.

## Klubové statistiky
Aktuální k 18. květnu 2025
| Sezona    | Klub                   | Soutěž               | Zápasy | Góly |
| --------- | ---------------------- | -------------------- | ------ | ---- |
| 2018/2019 | MFK Zemplín Michalovce | Fortuna liga         | 21     | 1    |
| 2019/2020 | MFK Zemplín Michalovce | Fortuna liga         | 21     | 1    |
| 2020/2021 | MFK Zemplín Michalovce | Fortuna liga         | 23     | 0    |
| 2021/2022 | MFK Zemplín Michalovce | Fortuna liga         | 4      | 0    |
| 2021/2022 | ŠK Slovan Bratislava   | Fortuna liga         | 9      | 0    |
| 2022/2023 | HNK Gorica (host.)     | Prva HNL             | 24     | 1    |
| 2023/2024 | ŠK Slovan Bratislava   | Niké liga            | 20     | 1    |
| 2024/2025 | ŠK Slovan Bratislava   | Niké liga            | 19     | 0    |
| 2025/2026 | Lechia Gdańsk          | PKO Bank Ekstraklasa |        |      |

## Reprezentační kariéra
Matúš Vojtko v minulosti nastupoval za mládežnické výběry Slovenska do 17, 18, 19 a 21 let.